# Spilosoma pteridis
Spilosoma pteridis är en fjärilsart som beskrevs av Edwards 1874. Spilosoma pteridis ingår i släktet Spilosoma och familjen björnspinnare. Inga underarter finns listade i Catalogue of Life.